# 2 Dywizja Gwardii Cesarstwa Japonii
2 Dywizja Gwardii Cesarstwa Japonii – jeden z japońskich związków taktycznych okresu II wojny światowej. Sformowana w czerwcu 1943 roku z przemianowania Gwardii Cesarskiej, sformowanej dwa lata wcześniej, gdy Dywizja Gwardii Imperialnej została wysłana w rejon Indochin.
Początkowo wchodziła w skład garnizonu w Tokio.
W grudniu 1941 roku wysłana do Indochin Francuskich. Była zorganizowana w systemie 3-pułkowym i liczyła ok. 12,5 tys. ludzi. Posiadała w pełni zmotoryzowany transport. Brała udział w kampanii na Malajach oraz w akcji desantowej na Sumatrze, gdzie pozostała do zakończenia wojny.